# Oxalis divergens
Oxalis divergens là một loài thực vật có hoa trong họ Chua me đất. Loài này được Benth. ex Lindl. mô tả khoa học đầu tiên năm 1833.